# 쉬핑 뉴스
《쉬핑 뉴스》(영어: The Shipping News)는 미국에서 제작된 라세 할스트룀 감독의 2001년 로맨틱 드라마 영화이다. 퓰리처상 픽션 부문상을 받은 애니 프루의 동명 소설이 원작이다. 케빈 스페이시 등이 출연하였고, 롭 카원 등이 제작에 참여하였다.

## 출연진
- 케빈 스페이시 - 쿼일 역
- 줄리앤 무어 - 웨이비 프라우스 역
- 주디 덴치 - 애그니스 햄 역
- 케이트 블란쳇 - 페털 역
- 피트 포슬스웨이트 - 터트 카드 역
- 스콧 글렌 - 잭 버깃 역
- 리스 이반스 - 보필드 넛빔 역
- 고든 핀센트 - 빌리 프리티 역
- 제이슨 베어 - 데니스 버깃 역
- 래리 파인 - 베이어닛 멜빌 역
- 저네타 아넷 - 실버 멜빌 역
- 캐서린 메니그 - 그레이스 무섭 역
- 마크 로런스 - 사촌 놀런 역
- 존 던즈워스 - 가이 쿼일 역

## 기타 제작진
- 공동 제작: 다이애나 퍼코니
- 배역: 케리 바든, 빌리 홉킨스, 수잰 스미스 크롤리
- 미술: 데이비드 그로프먼
- 의상: 러네이 얼릭 캘퍼스

## 우리말 녹음
SBS 성우진 (2006년 8월 27일)
- 박일 - 쿼일(케빈 스페이시)
- 송도영 - 웨이비(줄리앤 무어)
- 임수아 - 애그니스(주디 덴치)
- 송덕희 - 페털(케이트 블란쳇)
- 탁원제
- 김규식
- 이명숙
- 조동희
- 권혁수
- 박선영
- 하미경
- 홍진욱